# Prunus caudata
Prunus caudata är en rosväxtart som beskrevs av Adrien René Franchet. Prunus caudata ingår i släktet prunusar, och familjen rosväxter. Inga underarter finns listade i Catalogue of Life.